# Корбут, Екатерина Валерьевна
Екатерина Валерьевна Корбут (в замужестве Судоплатова; род. 9 февраля 1985, Ташкент) — российская шахматистка, международный мастер (2007).

## Шахматная карьера
Чемпион мира среди юниоров (2004), победитель женского чемпионата России (2006).
Участница 3-х личных чемпионатов Европы (2001, 2005, 2007).
Многократная участница различных соревнований в составе национальной сборной по шахматам:
- 38-я олимпиада (2008) в Дрездене.
- 1-й командный чемпионат мира (2007) в Екатеринбурге. Сборная России заняла 2-е место
- 7-й командный чемпионат Европы (2007) в Ираклионе. Сборная России заняла 1-е место; Е. Корбут, играя на резервной доске, завоевала серебряную медаль в индивидуальном зачёте.
- 2 товарищеских матча со сборной Китая (2007—2008).

В составе команды «ФИНЭК» участница 5-и Кубков европейских клубов среди женщин (2004—2008). Выиграла 4 серебряные медали — 1 в команде (2004) и 3 в индивидуальном зачёте (2004—2005, 2007).

## Семья
После финала чемпионата России 2008 года Екатерина завершила выступления в соревнованиях, вышла замуж и взяла фамилию Судоплатова. Супруги воспитывают 2-х детей.

## Изменения рейтинга
| График не отображается по техническим причинам. Чтобы исправить это, воспроизведите график в новом формате, если это возможно. |